# Simulium obichingoum
Simulium obichingoum es una especie de insecto del género Simulium, familia Simuliidae, orden Diptera.
Fue descrita científicamente por Chubareva, 2000.